# Pentákomo
Pentákomo är en ort i Cypern.   Den ligger i distriktet Eparchía Lárnakas, i den sydöstra delen av landet, 50 km söder om huvudstaden Nicosia. Pentákomo ligger 114 meter över havet och antalet invånare är 644. Den ligger på ön Cypern.
Terrängen runt Pentákomo är kuperad åt nordväst, men åt sydost är den platt. Havet är nära Pentákomo söderut.  Närmaste större samhälle är Limassol, 19,4 km väster om Pentákomo. 